# María Peláez
María Peláez Navarrete de la Cruz, née le 13 novembre 1977 à Malaga, est une nageuse espagnole. 

## Palmarès

### Championnats d'Europe
- Championnats d'Europe 1999 à Istanbul
  -  Médaille d'argent du 200 mètres papillon
- Championnats d'Europe 1997 à Séville
  -  Médaille d'or du 200 mètres papillon
- Championnats d'Europe 1995 à Vienne
  -  Médaille de bronze du 4 × 100 mètres quatre nages

### Championnats d'Europe en petit bassin
- Championnats d'Europe en petit bassin 1996 à Rostock
  -  Médaille de bronze du 200 mètres papillon

### Jeux méditerranéens
- Jeux méditerranéens de 2001 à Tunis
  -  Médaille de bronze du 200 mètres papillon
- Jeux méditerranéens de 1997 à Bari
  -  Médaille d'argent du 100 mètres papillon
  -  Médaille d'argent du 4 × 100 mètres quatre nages
  -  Médaille de bronze du 200 mètres quatre nages
- Jeux méditerranéens de 1993 en Languedoc-Roussillon
  -  Médaille d'argent du 200 mètres papillon
  -  Médaille de bronze du 100 mètres papillon

### Universiade
- Universiade d'été de 1999 à Palma
  -  Médaille d'or du 200 mètres papillon